# محمد هيثم الخياط

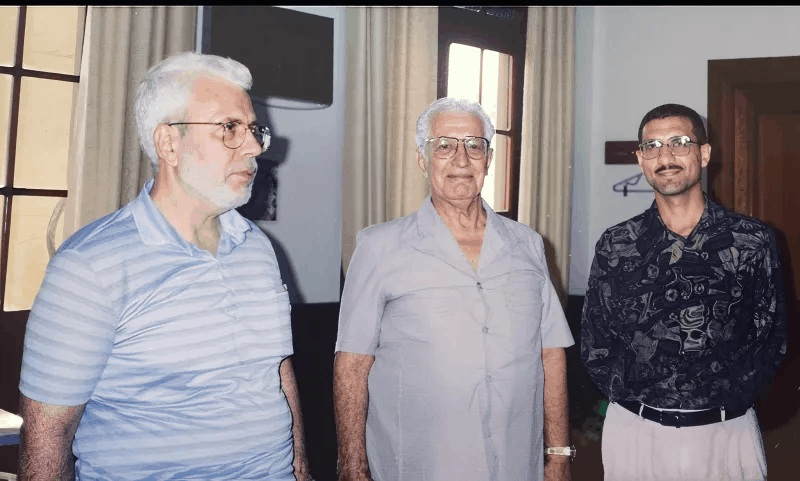
الخياط يسار صادق الهلالي وقاسم سارة في مطلع تسعينيات القرن العشرين.

محمد هيثم الخياط (1937 - 5 سبتمبر 2020) هو طبيب ومعجمي سوري، وكان كبير مستشاري المدير الإقليمي لمكتب منظمة الصحة العالمية الإقليمي لشرق البحر المتوسط، وعضو مجلس أمناء الاتحاد العالمي لعلماء المسلمين وعضو مجلس أمناء المنظمة الإسلامية للعلوم الطبية ورئيس تحرير المجلة الصحية لشرق المتوسط ومقرر مشروع المعجم الطبي الموحد. كما كان عضوًا في أغلبية مجامع اللغة العربية؛ فهو عضو مجامع اللغة العربية في دمشق وعمان والقاهرة وغيرها. كان أيضًا عضوًا في أكثر من 20 جمعية علمية في مختلف أنحاء العالم.

## حياته
اسمه الكامل محمد هيثم بن أحمد حمدي الخياط، ولد في حي المهاجرين بدمشق في سوريا عام 1937، والده هو الطبيب أحمد حمدي الخياط (1899-1981) والذي يُعد من الآباء المؤسسين لجامعة دمشق ومؤسس نقابة أطباء دمشق. درس محمد العلوم الشرعية على مشايخ دمشق، وتبحّر في علوم اللغة العربية. كما درس الثانوية العامة في إحدى مدارس دمشق، ثم درس العلوم الطبية في كلية الطب البشري بجامعة دمشق وحصل منها على درجة بكالوريوس في الطب عام 1959، حيث كانت فترة الدراسة 7 سنوات آنذاك. ثم حصل على شهادة أهلية التعليم العالي في العلوم الكيميائية الحيوية من جامعة بروكسل في بلجيكا عام 1969.
كان عضوًا في لجنة مسجد الجامعة السورية، ونشر بعض الأبحاث فيها. كما عمل رئيسًا لقسم الطب المخبري في جامعة دمشق في الفترة ما بين 1971 حتى 1981، كما كان مقررًا للجنة المصطلحات في مجمع اللغة العربية بدمشق بين عامي 1976 و1983. ثُم أصبح مدير البرنامج العربي لمنظمة الصحة العالمية عام 1983. كان أيضًا عضوًا في مجلس أمناء المركز العربي للوثائق والمطبوعات الصحية عام 1987. أصبح في عام 1991 رئيس تحرير المجلة الصحية لشرق المتوسط، وفي عام 1996 أصبح عضوًا في مجلس أمناء المنظمة الإسلامية للعلوم الطبية، وكبير مستشاري المدير الإقليمي لمنظمة الصحة العالمية عام 1999. كما كان عضوًا في مجلس أمناء الاتحاد العالمي لعلماء المسلمين عام 2004. كان أيضًا عضوًا في أكثر من 20 جمعية علمية في مختلف أنحاء العالم منها أكاديمية نيويورك للعلوم، والمجمع العلمي الهندي وغيرها.
فضَّل في العقد الأخير من حياته، التقاعد اختيارًا من جميع مناصبه وأعماله، حيث استقر بمنزله الكائن في حي مصر الجديدة بالقاهرة. كما يُذكر أنه مُتزوج من الصيدلانية دعد العاص، ولديه ولدين الحمد وعمرو.

## مؤلفاته
أصدر كتابه الأول في علم النبات عام 1955 وكان آنذاك طالبًا. أصدر أكثر من 25 كتابًا باللغات العربية والفرنسية والإنكليزية، ومنها بعض المعاجم، كما نشرت له مئات المقالات باللغات العربية والفرنسية والإنكليزية والألمانية والإيطالية في مختلف المجالات. كتب كتبًا في الطب والصحة والكيمياء وعلم النبات واللغة العربية والأخلاق الإسلامية. شارك في تأليف المناهج والمقررات الطبية لجامعتي دمشق وحلب.
ومن أبرز الكتب التي ألفها: المعدة بيت الداء والحمية بيت الدواء (1996)، في سبيل العربية (1997)، المصطلح العلمي: مبادئ وتطبيقات، المرأة المسلمة وقضايا العصر (2008)، فقه الطبيب... ندوات حوارة ـ تفاعلية، الصحةُ حقاً من حقوق الإنسان في الإسلام، معالم العبادات.

### المعجم الطبي الموحد

غلاف الطبعة الرابعة من المعجم الطبي الموحد

المعجم الطبي الموحد (بالإنجليزية: Unified Medical Dictionary) هو معجمٌ طبي متعدِّد اللغات ضمن مشروع لإنشاء منظومة مصطلحات وتوحيدها من أجل تعريب العلوم الطبية والصحية في الوطن العربي. صدرت الطبعة الأولى منه عبر اتحاد الأطباء العرب عام 1973.
يُعد الدكتور محمد هيثم الخياط مُقرر لجنة العمل الخاصة بالمصطلحات الطبية العربية في المعجم الطبي الموحد، ويظهر اسمه على غلاف الطبعة الرابعة من المُعجم، والصادرة عن منظمة الصحة العالمية عبر مكتبة لبنان ناشرون عام 2009. قدّم لهذه الطبعة الدكتور حسين عبد الرزاق الجزائري، وهو المدير الإقليمي لمكتب منظمة الصحة العالمية الإقليمي لشرق البحر المتوسط، وذكر فيها:

## وفاته
تُوفي محمد هيثم الخيَّاط في القاهرة يوم 5 سبتمبر 2020 الموافق فيه 17 محرم 1442 هـ عن عمرٍ ناهز 83 عامًا، ونعاه مجمع اللغة العربية بالقاهرة في صفحته الرسمية على الفيسبوك: «ينعى مجمع اللغة العربية إلى الأمة العربية أ.د. محمد هيثم الخياط (عضو المجمع من سوريا)، الذي وافته منيته عن عمر ناهز 83 عامًا داعين المولى  أن يغفر له، ويرحمه، وأن يلهم أهله وذويه الصبر والسلوان. عوّض الله أمتنا خيرًا، وإنا لله وإنا إليه راجعون». كما نعاه اتحاد الأطباء العرب، والاتحاد العالمي لعلماء المسلمين.
كما نعاه عددٌ من الشخصيات منهم عصام العطار حيث قال «أيها الكوكب الإسلامي العربي السوري الرائع الذي انطفأ، رحمك الله وعوض العلم والفكر والعمل الصالح منك أحسن العوض” وتابع معزيّاً عائلة الفقيد “جعل لزوجتك الجليلة دعد العاص وولديك العزيزين الحمد وعمرو الصبر والأجر»، وهيثم المالح حيث قال «الآن وفقط الآن أحس بالوحدة بعد أن توفي آخر الفرسان “هيثم الخياط” الذي كان فارس العربية شعراً ونثراً وإلقاء، وعالم الطب الجراثيمي، والأستاذ الجامعي المفوه، ولا أدري ماذا أعدد من صفاته» وأكمل قائلًا «كان يتمتع بصبر العالم ونفسية العالم، وكان ترددي لا ينقطع عن دار والده المرحوم “أحمد حمدي الخياط ” مؤسس كلية الطب في دمشق».